# Lärdomshistoriska samfundet
Lärdomshistoriska samfundet är en vetenskaplig sammanslutning bildad i Uppsala 1934 på initiativ av professor Johan Nordström.
Samfundets ändamål är att främja studiet av den vetenskapliga forskningens och de vetenskapliga idéernas historia. 
Av naturliga skäl är den svenska lärdomshistorien "föremål för samfundets särskilda nitälskan" (stadgarna).
Samfundet utger sedan 1936 årsboken Lychnos.